# Enrique Martín Sánchez
 (septembre 2018).
Enrique Martín Sánchez, plus connu comme Quique Martín, né le 29 décembre 1972 à Avilés (Espagne), est un footballeur espagnol qui jouait au poste de milieu de terrain offensif. 

## Biographie
Il commence sa carrière dans les catégories junior du Real Avilés Industrial. Il joue ensuite au FC Barcelone B.
Quique Martín joue en tout quatre saisons en première division espagnole. Il est le joueur ayant disputé le plus de matchs en deuxième division (425 à la fin de la saison 2010-2011, dont plus de 200 avec l'UD Salamanca).
Il met un terme à sa carrière sportive en 2011.